# Ganterite
La ganterite è un minerale appartenente al gruppo delle miche fragili.